# 传播媒体
传播媒体，使用上常稱為媒体或媒介，又稱傳媒，指传播信息的载体，即信息传播过程中从传播者到接受者之间携带和传递信息的一切形式的物质工具。现在已成为各种传播工具或機構的总称，如印刷品及出版領域的书籍、杂志、报纸，以及電子領域的电影、电视、電台、各種廣播媒體及廣告等，可以代指大眾媒體或新聞媒體，也可以指用于任何目的传播任何信息和数据的传播工具或機構。
早期寫作及紙張的發展，讓人們有遠距離的通訊系統（像是郵件），例如阿契美尼德王朝裡的Chapar Khaneh及Angarium，以及羅馬帝國中的郵件系統，這些可被視為是早期的传播媒体。美國作家霍華德·瑞格德將早期人類溝通的型式也視為一種媒體，例如拉斯科洞窟壁画以及早期的文字。另一種媒體的分類認為媒體是是從肖维岩洞繪畫開始的，之後繼續配合其他方式來達到人類溝通的目的，而且距離可以比人聲直接傳播的距離要遠，這些方式包括烽火、山徑記號及雕塑等。
媒體（Media）一詞目前是指涉通訊傳播的媒介，此一用法最早是由加拿大傳播理論學家馬素·麥克魯漢提出，他在1954年的《Counterblast》中提到：「媒體不是玩具，不該由像《鵝媽媽》或是《彼得潘》的製作團隊所掌握，媒體是一種藝術形式，因此需要委託給一群新的藝術家。」北美及英國在1960年代中期就已廣泛使用此一詞語。美國文化評論家H·L·孟肯認為大眾媒體（Mass Media）一詞早在1923年就已在美國使用。

## 分类
语言媒介
语言是人类的第一种传播媒介,是智人与古人的分界标志，以发音、人的生理听觉为基础。只能在人们相互距离很小的范围进行传播。
文字媒介
文字是语言的视觉形态，第一种外在的传播技术，人类知识自此由记忆向贮存转化。文字的出现延伸了信息存在的时间和空间，使得信息的传播突破了语言为媒介时受到的时空限制。印刷术的发明打破了中世纪时代极少数人对于信息的垄断，1450年以后，谷登堡的活字印刷术的推广使文字传播通过报刊、印刷书籍和杂志普及全社会，第一次造就了信息传播向社会下层转移的契机。
其中，印刷媒体成为第一种规模人群可以共同接触的传播媒介，为启动公共教育提供了充分条件。但其传播范围仍然有限，没有读写能力的人被排除在外。传播知识的载体在一定程度上被当成了知识本身。
电子媒介
包括电报、电话、短信、广播、电视、网络等，主要可分为传统电子媒介（电报、电话、电影、广播、电视）和以网络为代表的新媒介它们承载着语言或文字符号等信息和知识，使其能够越来越有效地在社会交往中流通。

## 管理
在媒體獨立的議題上，不論是監管機關的角色（許可廣播機構，內容提供商，平台），或是在媒體部門自治的過程中，如何避免政治及商業的干預，兩者都非常重要。為了確保媒體的獨立，監管機關需要是不從屬於政府的獨立機關，這可以用立法、機構法規和規則來處理。

### 政府管理

#### 許可
申請媒體許可的程序還不夠透明，而且多半認為其中有遵循一些模糊或隱藏的程序。媒體的監管機關有政治上的偏見，偏向政府及執政黨，而一些特定媒體的申請會受到拒絕，或是威脅撤銷其申請許可。由於媒體壟斷或是國家直接或是間接的培養媒體，媒體意見及觀點已漸漸失去多樣性。這不止是對商業競爭的影響，也讓權力過於集中，可能對舆论有過多的影響。Buckley等人認為一些事件可以視為是監管機關名義上符合法律要求的獨立性，但實際上是以執行政治任務為主，這些事件包括：對於批判性強的媒體，許可執照無法更新，將監管機關放在政府的部門之下，或是降低其權限及可執行措施，在監管決定的訂定時，缺乏正當程序等。

#### 政府認可的任命
政府的控管也可能是監管機構越來越政治化，一些傾向政府或執政黨立場的人轉調或是任命為監管機關的高層人員。

#### 互聯網的管理
全世界的政府也希望將其管理範圍擴展到互聯網公司，包括互联网服务供应商及應用服務提供商，不分是本國公司或是外國公司。這對新聞內容的影響可能很嚴重，因為互聯網公司可能會因避免犯法而過於謹慎，並且撤下一些新聞報導（包括用演算法的方式進行），而受影響的新聞提供者不太有機會進行補救。

## 媒體自律

### 區域性的自律
在西欧的媒體中，沒有國家監管機構，取而代之的是自律組織。在西欧的歷史中，報紙沒有政府的監管，不需許可即可發行，也長期有受到社會的壓力，希望報紙可以自律，或至少有內部的申訴專員。不過很不容易建立有意義的自律機制。
在一些國家，媒體自律的背後其實是受到政府監管的影響，而且其中也有國家干預的可能性。也有可能是媒體顧忌政府的立場及影響力，刻意過濾或迴避一些政治相關，立場和政府不同的內容（自我審查）。在中东欧的許多國家，以往沒有媒體自律的架構，或是以往有類似架構，但無法發揮效果。

#### 國際組織及非政府組織
對联合国教育、科学及文化组织之類的跨政府組織及非政府组织而言，媒體自律也是對於媒體自由以及組織發展的支持。在正在衝突或曾有過衝突的地區，也漸漸有趨勢希望可以建立媒體自律的組織，例如新聞理事會。
各國政府以及大眾針對各大網路公司提出，要在各公司內建立自律及申訴系統的機制，而網路公司是利用在全球网络倡议下發展的原則所進行。全球网络倡议已逐漸發展，目前包括許多大型的電信公司，像是Google、Facebook之類的網路公司，以及公民社會組織及學術單位。
欧洲联盟委员会2013年有出版《有關實施聯合國工商業與人權指導原則的ICT技術指南》，其中定義了大部份大眾數位空間中應該或不該包括（或優先考慮）的範圍，也影響了獨立媒體的存在。

#### 私營領域

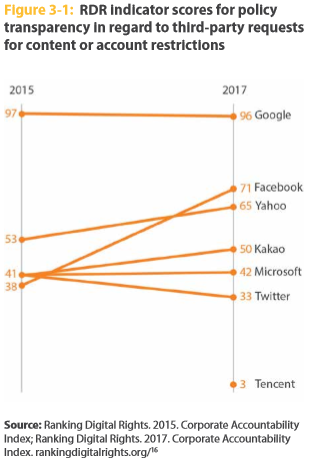
針對第三方提出限制內容或是帳號的政策透明度之數位人權指標分數排名

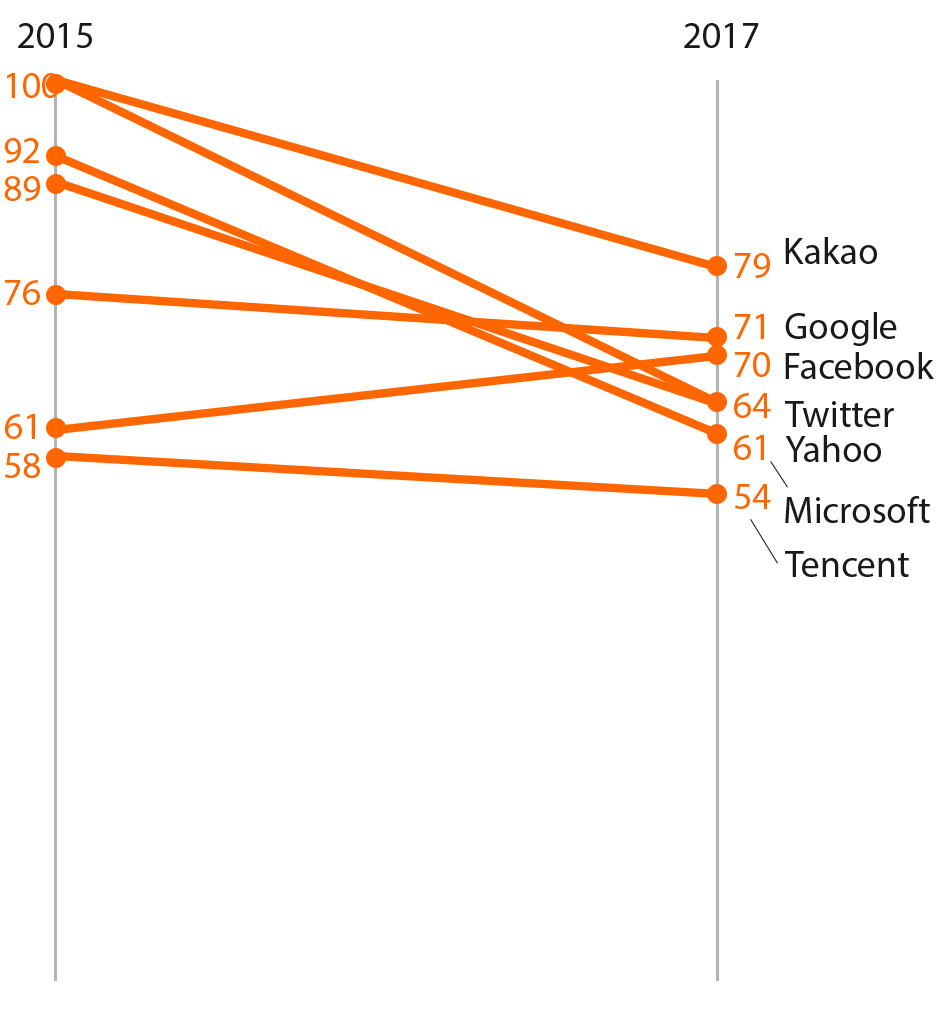
針對執行服務條款（會影響內容或是帳號限制）的政策透明度之數位人權指標分數排名

科技巨頭所擁有的用戶資料以及分眾提供訊息的能力，對於選舉已有一定的影響力，而英國的政治諮詢公司劍橋分析公司大量利用用戶在臉書的數據，以假新聞影響2016年美國總統選舉和英國脫歐公投。
大眾對於科技巨人公司的壓力已形成新的策略，不但希望可以識別假新聞，也希望可以消除導致假新聞出現以及滋長的結構性因素。Facebook開發了新的按鈕，讓使用者可以標示他認為不實的內容，而之前已有對抗仇恨言論及線上騷擾的策略。這些改變也表示這些科技巨人公司需要更大的轉型，以提昇其透明度。如數位人權排名企業責任指數所表示的，大部份互聯網公司在對於第三方要求刪除內容或是存取內容的請求，其政策透明度越來越高，尤其是因應政府的請求時更是如此。不過研究也指出，當公司執行服務條款（因此限制特定內容或帳號使用）時，其政策透明度反而降低了。

#### 事實查核及新聞素養
Facebook等互聯網公司除了因應希望有越來越明確自律機制的壓力，因應所謂「假新聞」的爭議，這些公司也提出一些行動，教育使用者可以用簡單的方式識別「假新聞」及真正的新聞來源。在2017年英國大選之前，Facebook在報紙上刊登了一系列的廣告《識別假新聞的小技巧》，其中提到可能有助於確認新聞事件是否屬實的十件事。也有範圍更廣的行動，將許多的捐助者及行動者結合在一起，提倡事實查核及資訊及媒體素養，例如纽约市立大学新聞學院的新聞誠信倡議（News Integrity）。這個計畫是由福特基金會及Facebook等組織投資了1400萬美元，在2017年提出的，其全面性影響尚待觀察。不過此計劃也補足了其他計劃，像是Poynter研究所在2015年提出的國際事實查核網路（International Fact-Checking Network），希望可以針對此領域的參數進行概略的說明。

## 對社會的影響
隨著歷史的演進，传播媒体技術使得大眾越來越容易接觸到讓媒体。現代社會鼓勵兒童使用媒體，也希望對於各種科技有概略的瞭解。網際網路是媒體中最有效的工具之一，因為像电子邮件、Skype及Facebook等通訊工具讓人們的互動更緊密，也形成了新型態的网络社区。
在消費者驅動的社會中，電子媒體（像是電視）及大眾媒體（像報紙）是散佈廣告的重要管道。科技更先進的群體則透過新媒體來取得商品及服務的資訊。媒體除了廣告的角色外，也是分享資訊到全世界的工具。Popkin分析媒體在社會中的演進，認為媒體重要的角色，在建立政治群體之間的聯繫，也在建立社會中不同文化、經濟情形的人之間的聯繫。例如定期的報紙一方面有廣告的機會，也可以讓一國的人民瞭解即時的國際情形或國內的經濟事務。Willinsky認為現代科技的角色在於可以跨越文化、性別、國家的界限。他認為網際網路可以建立一個公平及平等的知識系統，任何人有興趣即可接觸網際網路、所有發行的資料都可以閱讀。因此網際網路是跨越開發中國家及已開發國家之間差距的方法，而且是可持續性的方法，因為兩類的國家都可以互相學習。Canagarajah提出了已開發國家及開發中國家的不平衡關係，西方國家常常會將他們的想法輸出到開發中國家，因此網際網路是個重新建構平衡的方式，例如可以透過提昇開發中國家的報紙、學術期刊來著手。
媒體以及伴隨著的溝通心理學，讓不同地區位置的人可以連繫，也有助於線上商業、網路商業以及其他有線上版本的活動。所有想要影響人類行為的媒體都是由溝通開始的，而透過心理學可以知道可能會有的行為。因此若想要瞭解媒體對社會及個人的影響，媒體心理學及溝通心理學是其基礎。媒體心理學及溝通心理學的衍生領域已形成了一個新的學科。
基於創新及效率的時代改變可能和技術沒有直接的關係。資訊革命是在現代進步的基礎上出現的。在19世紀，因為郵政的進步，讓報紙容易取得，以及學校的「現代化」，使得資訊快速的出現。溝通的方法論也因著社文化的影響，一直在改變，而且有不同的分枝。在宗教或是種族上的少數群體仍可能會受到媒體偏見的影響，例如媒體中的種族主義或媒體中的宗教偏見。
媒體的自律，對於殘忍的犯罪新聞只揭露必要資訊，降低因報導產生的模仿風險，在細節和報導次數絕不過度。因為原本單一個案是偶發的且當日即失去其殺傷力，而傳染出去的機率由接近零隨著報導強度增加越高，媒體若無自律，過度報導會是高強度傳播媒介，誘發抵抗力低的使得後續一連串類似凶案發生。

## 電子媒體
20世紀的电信革命提供了可以長距離通訊的新媒體，對於傳播通訊有很大的影響。第一個跨大西洋雙向廣播發現在1906年，之後有一連串的類比及數位媒體通訊方式：
- 模擬通訊：包括无线电系統，以前的電話系統，以及類比电视廣播。
- 数据传输：包括電腦中介傳播、电报及计算机网络。

現代的通訊媒介可以讓許多人進行長距離的密集通訊（透過电子邮件、网络论坛進行的多對多通訊）。另一方面，許多傳播的广播媒體或是大眾媒體偏好点对多点通信（電視、电影、廣播、報紙、杂志，也包括社会化媒体）。
電子媒體的使用越來越多，也有人開始關注電子媒體是否會讓年輕人不和家人和朋友進行面對面的接觸。有關社會參與的研究，結果各有不同。有一個Wellman進行的研究，指出：「33%的互聯網用戶表示互聯網增進了他們和朋友的聯絡，23%認為互聯網增進了他們和家人溝通的品質。年輕人特別會投入互聯網的社交功能。18至29歲的人中，幾乎半數（49%）認為互聯網增進了他們和朋友的聯絡。不過有19%已在工作的人認為互聯網增加了他們在家中工作的時間。」
電子媒體有各種的形式，包括平板電腦、桌上型電腦、筆記型電腦、手機、mp3播放器、DVD、遊戲系統、廣播及電視等。因為科技的快速進展，也造成了通訊的動態變。電子媒體的爆發大約是2007年開始，也就是第一代iPhone問世的時候。
電子媒體有許多層次的意義，這些意義也會隨時代而不同。「媒體」一詞的意思已經比十多年前要廣。早期有「多媒體」，但只是一個可以播放聲音及影片的軟體（應用程式），之後有CD、DVD等應用。若以現代的觀點，「媒體」已比這些要多很多。

### 以遊戲做為溝通的媒體
遊戲也是一種傳達訊息的媒體。在電腦遊戲中不但有圖像、聲音以及敘事元素，遊戲的機制是其在媒體中很特別的一部份。馬素·麥克魯漢曾提過：「媒體就是訊息。」，歐內斯特·亞當斯（Earnest Adams）及Joris Dormans在其著作《遊戲機制：進階遊戲設計》（Game Mechanics: Advanced Game Design）中提到：
若要用遊戲來溝通，不能只是產生一些很好的信號來傳達你的訊息。相反的，要建造一個機器－遊戲的機制，讓這個機器替你來產生信號——Marshal Mcluhan
遊戲者和遊戲互動，通過觀察遊戲的結果來推斷其中的訊息。遊戲的機制會不鼓勵一些行為，而鼓勵另外一些行為，因此讓遊戲者知道某些特定行為比較容易有理想的結果。這個方法常常用在娛樂用途，也非常成功，不過也可以用在公共關係上，例如廣告遊戲。
遊戲化也會用在其他領域的溝通上。大陸的芝麻信用利用遊戲中常用的作法，針對特定行為增加其信用，而一些不受鼓勵的行為則降低其信用，遊戲設計影像課程額外加分曾批評芝麻信用用遊戲化「來創造聽話的公民。」。

## 來源
本条目包含了自由内容作品内的文本。 在CC BY SA 3.0 IGO下释出（许可证声明）: 《World Trends in Freedom of Expression and Media Development Global Report 2017/2018》, 202,  UNESCO. 欲了解如何向维基百科条目内添加开放许可证文本，请见这里；欲知如何重用本站文字，请见使用条款。 

## 外部連結
- McQuail, Denis (2001) McQuail's
- Mass Communication Theory (fourth edition), Sage, London, pp. 16–34. MAS
- Biagi, S. (2004). Media Impact. Wadsworth Pub Co, 7th edition.
- Caron, A. H. and Caronia, L. (2007). Moving cultures: mobile communication in everyday life. McGill-Queen's University Press.